# Pancerz (anatomia)
Pancerz – twarda powłoka ciała zwierząt. Może chronić przed utratą wody lub przed uszkodzeniami mechanicznymi.
U bezkręgowców jest to oskórek zawierający chitynę (u stawonogów) lub węglan wapnia (u skorupiaków) i określany jako szkielet zewnętrzny.
Pancerz kostny pokrywał ryby pancerne i ostrakodermy. Wśród współczesnych gadów występuje u jaszczurek, żółwi i krokodyli. U żółwi tarcze kostne pochodzenia skórnego tworzące pancerz są pokryte naskórkiem i płytkami rogowymi. Pancerz żółwi składa się z połączonych więzadłami skórnymi: plastronu i karapaksu.
U pancerników pokryty jest zrogowaciałym naskórkiem.